# Elezioni comunali in Lombardia del 2003
Il 25 maggio 2003 in Lombardia si tennero le elezioni per il rinnovo di numerosi consigli comunali.

## Milano

### Bareggio
| Candidati e Liste                    | Voti  | %      | Seggi |
| ------------------------------------ | ----- | ------ | ----- |
| Ernesto Restelli                     | 3.886 | 42,29  | -     |
| Camminare Insieme                    | 1.179 | 14,34  | 4     |
| Democratici di Sinistra              | 1.094 | 13,30  | 4     |
| La Margherita                        | 823   | 10,01  | 3     |
| Italia dei Valori                    | 245   | 2,98   | 1     |
| Roberto Pirota                       | 3.302 | 35,93  | 1     |
| Forza Italia                         | 1.559 | 18,96  | 3     |
| Alleanza Nazionale                   | 936   | 11,38  | 1     |
| Lega Nord                            | 494   | 6,01   | -     |
| Umberto Luigi Pedroli                | 1.156 | 12,58  | 1     |
| Io Amo Bareggio                      | 1.125 | 13,68  | 1     |
| Simone Baroni                        | 846   | 9,21   | 1     |
| Partito della Rifondazione Comunista | 768   | 9,34   | -     |
| Totale alle liste                    | 8.223 | 100,00 | 17    |
| TOTALE                               | 9.190 | 100,00 | 20    |

### Bresso
| Candidati e Liste                            | Voti   | %      | Seggi |
| -------------------------------------------- | ------ | ------ | ----- |
| Giuseppe Manni                               | 9.608  | 61,31  | -     |
| Manni per Bresso                             | 2.311  | 16,65  | 4     |
| Democratici di Sinistra                      | 2.072  | 14,92  | 4     |
| La Margherita                                | 2.066  | 14,88  | 4     |
| Partito della Rifondazione Comunista         | 792    | 5,70   | 1     |
| Italia dei Valori                            | 384    | 2,77   | -     |
| Partito dei Comunisti Italiani               | 209    | 1,51   | -     |
| La Serpe                                     | 140    | 1,01   | -     |
| Franca Bertana                               | 5.005  | 31,94  | 1     |
| Forza Italia                                 | 2.810  | 20,24  | 4     |
| Il Tavolaccio                                | 809    | 5,83   | 1     |
| Alleanza Nazionale                           | 796    | 5,73   | 1     |
| Unione dei Democratici Cristiani e di Centro | 466    | 3,66   | -     |
| Maurizio Bergamaschi                         | 593    | 3,78   | -     |
| Il Quadrifoglio                              | 573    | 4,13   | -     |
| Alessandro Gittani                           | 464    | 2,96   | -     |
| Lega Nord                                    | 456    | 3,28   | -     |
| Totale alle liste                            | 13.884 | 100,00 | 19    |
| TOTALE                                       | 15.670 | 100,00 | 20    |

### Gorgonzola
| Candidati e Liste                                                    | Voti   | %      | Seggi |
| -------------------------------------------------------------------- | ------ | ------ | ----- |
| Stefano Lampertico                                                   | 2.922  | 27,46  | -     |
| La Margherita                                                        | 1.617  | 19,48  | 5     |
| Democratici di Sinistra                                              | 1.549  | 18,66  | 5     |
| Partito della Rifondazione Comunista                                 | 442    | 5,32   | 1     |
| Federazione dei Verdi                                                | 376    | 4,53   | 1     |
| Italia dei Valori                                                    | 138    | 1,66   | -     |
| Partito dei Comunisti Italiani                                       | 134    | 1,61   | -     |
| Luigi Bolis                                                          | 2.262  | 21,83  | 1     |
| Forza Italia                                                         | 1.400  | 16,86  | 2     |
| Alleanza Nazionale                                                   | 476    | 5,73   | 1     |
| Lista Civica di Centrodestra                                         | 148    | 1,78   | -     |
| Osvaldo Vallese                                                      | 2.105  | 20,31  | 1     |
| Socialisti Democratici Italiani                                      | 733    | 8,83   | 1     |
| Unione dei Democratici Cristiani e di Centro-Moderati per Gorgonzola | 731    | 8,81   | 1     |
| Alessandro Galliani                                                  | 654    | 6,31   | 1     |
| Lega Nord                                                            | 506    | 6,09   | -     |
| Lega Padana Lombardia                                                | 52     | 0,63   | -     |
| Totale alle liste                                                    | 8.302  | 100,00 | 17    |
| TOTALE                                                               | 10.364 | 100,00 | 20    |

### Nerviano
| Candidati e Liste                            | Voti  | %      | Seggi |
| -------------------------------------------- | ----- | ------ | ----- |
| Sergio Girotti                               | 3.721 | 37,37  | -     |
| Lega Nord                                    | 2.180 | 26,09  | 9     |
| Gruppo Indipendente Nervianese               | 872   | 10,43  | 3     |
| Enrico Cozzi                                 | 3.715 | 37,31  | 1     |
| Democratici di Sinistra                      | 1.102 | 13,19  | 2     |
| La Margherita                                | 600   | 7,18   | 1     |
| Partito della Rifondazione Comunista         | 538   | 6,44   | 1     |
| Primavera Democratica                        | 418   | 5,00   | -     |
| Federazione dei Verdi                        | 260   | 3,11   | -     |
| Italia dei Valori                            | 143   | 1,71   | -     |
| Giuseppina Paola Sala                        | 2.300 | 23,10  | 1     |
| Forza Italia                                 | 1.226 | 14,67  | 2     |
| Unione dei Democratici Cristiani e di Centro | 467   | 5,59   | -     |
| Alleanza Nazionale                           | 350   | 4,19   | -     |
| Massimiliano Loda                            | 221   | 2,22   | -     |
| Lega Lombardia Nazione                       | 201   | 2,41   | -     |
| Totale alle liste                            | 8.357 | 100,00 | 18    |
| TOTALE                                       | 9.957 | 100,00 | 20    |

### Nova Milanese
| Candidati e Liste                                    | Voti   | %      | Seggi |
| ---------------------------------------------------- | ------ | ------ | ----- |
| Laura Barzaghi                                       | 6.977  | 54,75  | -     |
| Democratici di Sinistra                              | 2.244  | 19,59  | 5     |
| La Margherita                                        | 1.814  | 15,84  | 4     |
| Partito della Rifondazione Comunista                 | 864    | 7,54   | 2     |
| Italia dei Valori                                    | 546    | 4,77   | 1     |
| Socialisti Democratici Italiani                      | 287    | 2,51   | -     |
| Federazione dei Verdi-Partito dei Comunisti Italiani | 156    | 1,36   | -     |
| Partito dei Comunisti Italiani                       | 144    | 1,26   | -     |
| Ermanno Brioschi                                     | 2.938  | 23,05  | 1     |
| Forza Italia                                         | 2.056  | 17,95  | 3     |
| Alleanza Nazionale                                   | 628    | 5,48   | 1     |
| Luigi Maria Manzoni                                  | 812    | 6,37   | 1     |
| Tutti Insieme per Nova                               | 794    | 6,93   | -     |
| Antonio Colombo                                      | 790    | 6,20   | 1     |
| Nova Duemila                                         | 785    | 6,85   | -     |
| Loris Dante                                          | 742    | 5,82   | 1     |
| Lega Nord                                            | 614    | 5,36   | -     |
| Lega Padana Lombardia                                | 50     | 0,44   | -     |
| Loretta Castagnino                                   | 485    | 3,81   | -     |
| Rinnova con Noi                                      | 472    | 4,12   | -     |
| Totale alle liste                                    | 11.454 | 100,00 | 16    |
| TOTALE                                               | 12.744 | 100,00 | 20    |

### Seveso
| Candidati e Liste                                                           | Voti   | %      | Seggi |
| --------------------------------------------------------------------------- | ------ | ------ | ----- |
| Clemente Galbiati                                                           | 6.636  | 55.67  | -     |
| Forza Italia                                                                | 1.865  | 18,73  | 4     |
| Con Galbiati per Seveso                                                     | 1.639  | 16,46  | 4     |
| Alleanza Nazionale                                                          | 1.001  | 10,06  | 2     |
| Lega Nord                                                                   | 985    | 9,89   | 2     |
| Sergio Guido Fumagalli                                                      | 3.760  | 31,54  | 1     |
| Città Futura (Democratici di Sinistra-Partito della Rifondazione Comunista) | 1.272  | 12,78  | 2     |
| La Margherita                                                               | 1.114  | 11,19  | 2     |
| Fumagalli Sindaco                                                           | 703    | 7,06   | 1     |
| Italia dei Valori                                                           | 100    | 1,00   | -     |
| Massimo Donati                                                              | 1.447  | 12,14  | 1     |
| In Centro con Noi                                                           | 841    | 8,45   | 1     |
| Unione dei Democratici Cristiani e di Centro                                | 375    | 3,77   | -     |
| Flavio Carlo Ferrario                                                       | 78     | 0,65   | -     |
| Lega Lombardia Nazione                                                      | 60     | 0,60   | -     |
| Totale alle liste                                                           | 9.955  | 100,00 | 18    |
| TOTALE                                                                      | 11.921 | 100,00 | 20    |

## Brescia

### Brescia
| Candidati e Liste                            | Voti    | %      | Seggi |
| -------------------------------------------- | ------- | ------ | ----- |
| Paolo Corsini                                | 54.866  | 47,14  | -     |
| Democratici di Sinistra                      | 16.245  | 17,57  | 9     |
| La Margherita                                | 10.172  | 11,00  | 6     |
| Civica Corsini                               | 9.504   | 10,28  | 5     |
| Socialisti Democratici Italiani              | 5.094   | 5,51   | 3     |
| Federazione dei Verdi                        | 1.758   | 1,90   | 1     |
| Italia dei Valori                            | 1.630   | 1,76   | -     |
| Comunisti Italiani                           | 1.299   | 1,41   | -     |
| Viviana Beccalossi                           | 37.305  | 32,05  | 1     |
| Forza Italia                                 | 11.999  | 12,98  | 5     |
| Alleanza Nazionale                           | 8.207   | 8,88   | 3     |
| Liberaldemocratici                           | 4.081   | 4,41   | 1     |
| Unione dei Democratici Cristiani e di Centro | 3.570   | 3,86   | 1     |
| Nuovo PSI                                    | 1.288   | 1,39   | -     |
| Unione Cacciatori Lombardi                   | 396     | 0,43   | -     |
| Partito Pensionati                           | 391     | 0,42   | -     |
| Cesare Galli                                 | 18.990  | 16,32  | 1     |
| Lega Nord                                    | 7.475   | 8,09   | 3     |
| Galli Sindaco                                | 2.427   | 2,63   | -     |
| Lega Padana Lumbardia                        | 1.873   | 2,03   | -     |
| Marco Lombardi                               | 2.775   | 2,38   | 1     |
| Rifondazione Comunista                       | 3.008   | 3,25   | -     |
| Maurizio Sala                                | 1.020   | 0,88   | -     |
| Lega Autonoma Alleanza Lombardia             | 431     | 0,47   | -     |
| Lega Pensionati                              | 302     | 0,33   | -     |
| Difendiamo Brescia                           | 109     | 0,12   | -     |
| Francesco Tabladini                          | 582     | 0,50   | -     |
| Né con la Sinistra Né con la Destra          | 485     | 0,52   | -     |
| Adriano Bosio                                | 531     | 0,46   | -     |
| Fiamma Tricolore                             | 459     | 0,50   | -     |
| Giulio Arrighini                             | 315     | 0,27   | -     |
| Lega Padana Lombardia                        | 241     | 0,26   | -     |
| Totale alle liste                            | 92.444  | 100,00 | 37    |
| TOTALE                                       | 116.384 | 100,00 | 40    |

Fonte: Ministero dell'Interno

## Sondrio

### Sondrio
| Candidati e Liste                            | Voti   | %      | Seggi |
| -------------------------------------------- | ------ | ------ | ----- |
| Bianca Bianchini                             | 6.711  | 48,79  | -     |
| Popolari Retici                              | 2.024  | 16,50  | 8     |
| Forza Italia                                 | 1.588  | 12,95  | 6     |
| Alleanza Nazionale                           | 1.060  | 8,64   | 4     |
| Lega Nord                                    | 980    | 7,99   | 4     |
| Unione dei Democratici Cristiani e di Centro | 541    | 4,41   | 2     |
| Angelo Schena                                | 6.522  | 47,42  | 1     |
| Sondrio Democratica                          | 2.743  | 22,37  | 7     |
| La Margherita                                | 1.778  | 14,50  | 5     |
| Rifondazione Comunista                       | 1.255  | 10,23  | 3     |
| Giuseppe Romualdi                            | 521    | 3,79   | -     |
| Forza Nuova                                  | 295    | 2,41   | -     |
| Totale alle liste                            | 12.264 | 100,00 | 39    |
| TOTALE                                       | 13.754 | 100,00 | 40    |

Fonte: Ministero dell'Interno